# Pathetic fallacy
La pathetic fallacy (pathetic provenant du grec ancien πάθος, qui signifie « souffrance, passion ») est une figure de style consistant en l'attribution à la nature de sentiments humains. Elle doit être distinguée de la personnification, dont elle est un sous-genre. La pathetic fallacy est un processus inconscient pour l'individu qui en est sujet.
Le terme a été inventé par le critique littéraire et artistique John Ruskin dans le troisième tome de son œuvre Modern Painters, publié en 1856.

## Histoire du terme
Ce terme est venu à l'esprit de Ruskin pour critiquer la sentimentalité alors très présente dans la poésie du XVIIIe siècle. Cette mode commençait néanmoins à décliner lorsque Ruskin se mit à l'étudier.

## Définition
Ruskin définit initialement la pathetic fallacy par une « fausseté émotionnelle », c'est-à-dire la fausseté ou l'hypocrisie qui altèrent les perceptions d'un individu quand il se trouve assailli par une forte émotion. Ainsi, si une personne est envahie par le chagrin, les nuages pourront paraître plus sombres qu'ils ne le sont réellement, ou alors auront l'air affligé ou bien indifférent.